# Keilschriftrecht

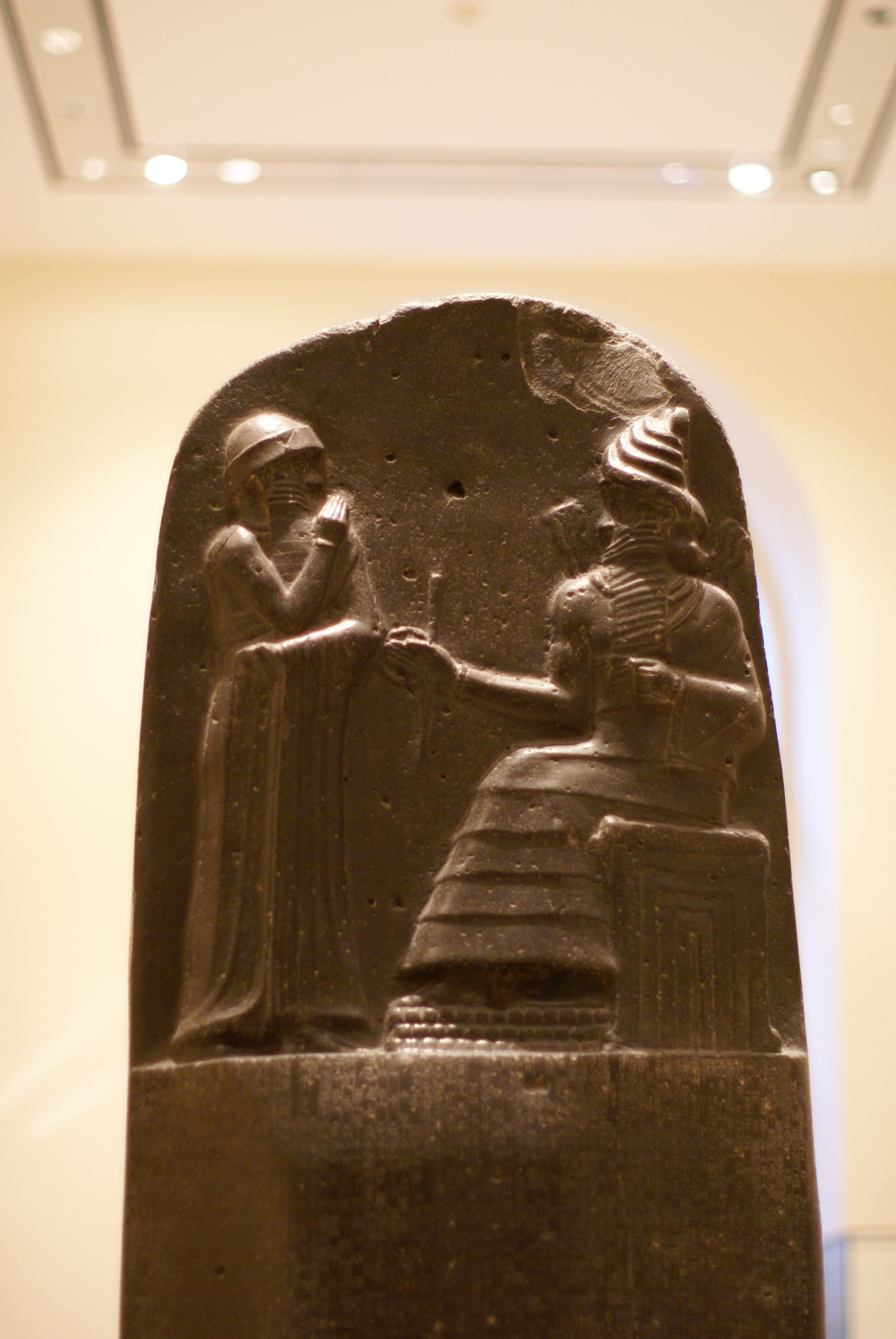
Kopf der Stele mit dem Codex Ḫammurapi

Als Keilschriftrecht (auch im Plural Keilschriftrechte) bezeichnet man die in keilschriftlichen Quellen überlieferten Rechtsordnungen der altorientalischen Hochkulturen, in erster Linie der Sumerer, Akkader, Assyrer, Babylonier, Elamer, Hethiter und Hurriter.
Es ist vor allem in Form von privaten Rechtsurkunden, Gerichtsurkunden und Prozessprotokollen überliefert, die dem zivilrechtlichen Bereich entstammen. Hinzu treten zeitweise Rechtssammlungen, die Regelungen zum Privatrecht, öffentlichen Recht, Dienstrecht und Strafrecht betreffen. Ferner stehen Erlasse und Instruktionen, Staatsverträge, Briefe und einige weitere Quellen zur Rekonstruktion der keilschriftlichen Rechtsordnungen zur Verfügung.
Die Forschung zum Keilschriftrecht wurde in der ersten Hälfte des 20. Jahrhunderts vor allem von deutschen und tschechischen Rechtshistorikern aus dem Umfeld von Paul Koschaker und Mariano San Nicolò vorangebracht. Seit deren Tod werden wissenschaftliche Betätigungen in diesem Feld aber vor allem von Vertretern der Assyriologie geleistet. Recht früh beschäftigte sich auch die französische Rechtswissenschaft mit den keilschriftlichen Rechtskulturen, jedoch ohne dass sich dort eine zur deutschen vergleichbare Schule herausgebildet hätte. Inzwischen ist Keilschriftrecht zu einem internationalen Forschungsfeld geworden.
Das Interesse der historischen Rechtswissenschaft an den Rechtssystemen der altorientalischen Hochkulturen ist heute vor allem akademisch begründet. Zwar wird gemeinhin davon ausgegangen, dass das griechische und römische Recht durch die keilschriftlichen Rechtsordnungen beeinflusst wurde, jedoch ist es bisher nicht überzeugend gelungen, konkrete Rezeption altorientalischen Rechts in der klassischen Antike nachzuweisen. Vereinzelte Versuche hierzu, die bis heute immer wieder unternommen werden, scheitern dabei meist am Fehlen der dazu nötigen Quellen, so dass sie stets auch auf Spekulation angewiesen sind. Dies hat zur Folge, dass das altorientalische Recht sich nur schwierig in eine „allgemeine Rechtsentwicklung“ einordnen lässt, die vor allem das heutige europäische Zivilrecht zum Endergebnis hat. Von der modernen Rechtswissenschaft wird die praktische Bedeutung des altorientalischen Rechts daher insgesamt als eher gering eingeschätzt, weshalb es in der akademischen Lehre an juristischen Fakultäten in Deutschland gegenüber dem römischen und germanischen Recht eine sehr untergeordnete Stellung einnimmt. Ein größeres Interesse besteht vonseiten der biblischen Theologie, die sich vor allem im Rahmen rechtsvergleichender Studien mit dem Keilschriftrecht beschäftigt und die mehrere Rezeptionen keilschriftlichen Rechtes im biblischen Recht nachweisen konnte.

## Forschungsgeschichte
Die Erforschung keilschriftlicher Rechtsquellen nahm 1877 ihren Anfang mit der Herausgabe der Documents juridiques de l’Assyrie et de la Chaldée durch den juristisch vorgebildeten Assyriologen Jules Oppert gemeinsam mit Joachim Ménant. Darauf folgten vier Publikationen des Rechtshistorikers Josef Kohler in Kooperation mit dem Assyriologen Felix Ernst Peiser. Hinzu kamen die 1896 von Peiser allein veröffentlichten rund 300 Texte juristischen und geschäftlichen Inhalts aus allen Epochen des antiken Mesopotamiens und eine Reihe weiterer Publikationen etwa durch Johann Strassmaier, Knud Tallquist und Claude Johns. Danach geriet die Untersuchung des keilschriftlichen Rechts wieder ins Stocken.
Im Winter 1901/1902 entdeckte Jacques de Morgan bei seiner Expedition nach Susa die Stele des Codex Ḫammurapi. Seine Edition wurde Grundlage für eine Reihe rechtsvergleichender Arbeiten mit dem Alten Testament. Es folgten Publikationen weiterer altbabylonischer Rechtsurkunden durch Kohler, Peiser, Moses Schorr, Édouard Cuq und Arthur Ungnad. Darüber hinaus brachte der Leipziger Jura-Professor Paul Koschaker in Zusammenarbeit mit Arthur Ungnad, Benno Landsberger, Heinrich Zimmern und Johannes Friedrich die Forschungsarbeit an altorientalischen Rechtsquellen deutlich voran. Er etablierte schließlich den Begriff „Keilschriftrecht“ und stellte Forschungsgrundsätze auf, denen besonders sein Münchener Kollege Mariano San Nicolò folgte. Anschließend entstanden an den Lehrstühlen Koschakers und Nicolòs in Leipzig und München eine Reihe von monographischen Untersuchungen zum Keilschriftrecht, welche von ihren Studenten Julius Georg Lautner, Martin David, Wilhelm Eilers, Josef Klíma und Viktor Korošec angefertigt wurden. Auch Herbert Petschow studierte bei Koschaker und hatte später Gerhard Ries zum Schüler, der wiederum Lehrer Guido Pfeifers wurde. Mit dem Begriff „Keilschriftrecht“ wurde zunächst die assyrisch-babylonische Rechtsgeschichte bezeichnet, nach der Lösung des hethitischen Problems durch Bedřich Hrozný im Ersten Weltkrieg aber die „Rechtsgeschichte aller Völker, die sich zur Aufzeichnung ihrer Rechtsdenkmäler (…) der Keilschrift bedienen.“
Nach dem Ersten Weltkrieg erlebte die Erforschung der Keilschriftrechte einen Boom. So wurden erste sumerische, hethitische und mittelassyrische Rechtsdokumente publiziert. Hinzu traten die Texte aus Kültepe, Nuzi und Arrapḫa, Susa, Mari, Ugarit und Alalach. Nach dem Zweiten Weltkrieg wurden der Codex Lipit-Ištar rekonstruiert und die Gesetze von Ešnunna entdeckt. In der Folgezeit wurden diese Quellen bearbeitet und kommentiert, so dass zu nahezu jeder dieser altorientalischen Rechtssammlungen eine juristische Deutung versucht worden ist. Insgesamt wurde diese Arbeit jedoch vor allem vonseiten der Assyriologie geleistet, da sich das Interesse an der antiken Rechtsgeschichte, von wenigen Ausnahmen abgesehen wie Herbert Petschow, Gerhard Ries, Guido Pfeifer sowie Richard Haase und Raymond Westbrook, nach dem Tod Koschakers und San Nicolòs in den 1950er Jahren vornehmlich wieder auf das römische Recht konzentrierte. Auch außerhalb Deutschlands wurde die aufkommende Erforschung des Keilschriftrechts vor allem von Assyriologen getragen. So legten in Frankreich etwa Emile Szlechter, Elena Cassin und Denise Cocquerillat, in England Godfrey Rolles Driver in Zusammenarbeit mit John C. Miles, in den Niederlanden Anton van Praag entsprechende Studien vor. Eine Ausnahme bildete der französische Rechtshistoriker Guillaume Cardascia, der sich ebenfalls mit altorientalischem Recht beschäftigte. Auch in der Sowjetunion befassten sich Forscher wie Igor Michailowitsch Djakonow, Alexander Iljitsch Tjumenew und Magaziner mit dieser Thematik. Hinzu kamen vereinzelt Wissenschaftler in anderen Ländern wie Sibylle Bolla-Kotek in Österreich, Giuseppe Furlani in Italien, Sedat Alp in der Türkei, Raymond Philip Dougherty und Jacob Joel Finkelstein in den USA. Insgesamt sind die keilschriftlichen Rechtsquellen bis heute kaum juristisch erschlossen und werden von einigen Rechtshistorikern sogar als wenig bedeutsam betrachtet.
Das Interesse an keilschriftlichen Rechtsurkunden hat während der letzten Jahre wieder zugenommen. Seitens der Rechtswissenschaft beschäftigte sich vor allem der inzwischen verstorbene Raymond Westbrook mit dem altorientalischen Recht. In Deutschland stammen neuere Beiträge von Guido Pfeifer und Jan Dirk Harke. Im Bereich der Assyriologie entstanden zahlreiche Arbeiten zu Texten juristischen Inhalts. Nennenswerte Beiträge leisteten unter anderem Hans Neumann, Cécile Michel, Sophie Démare-Lafont, Dominique Charpin, Francis Joannès, Cornelia Wunsch, Michael Jursa und andere. Speziell mit dem hethitischen Recht beschäftigte sich Harry Angier Hoffner (Jr.).

## Quellenlage

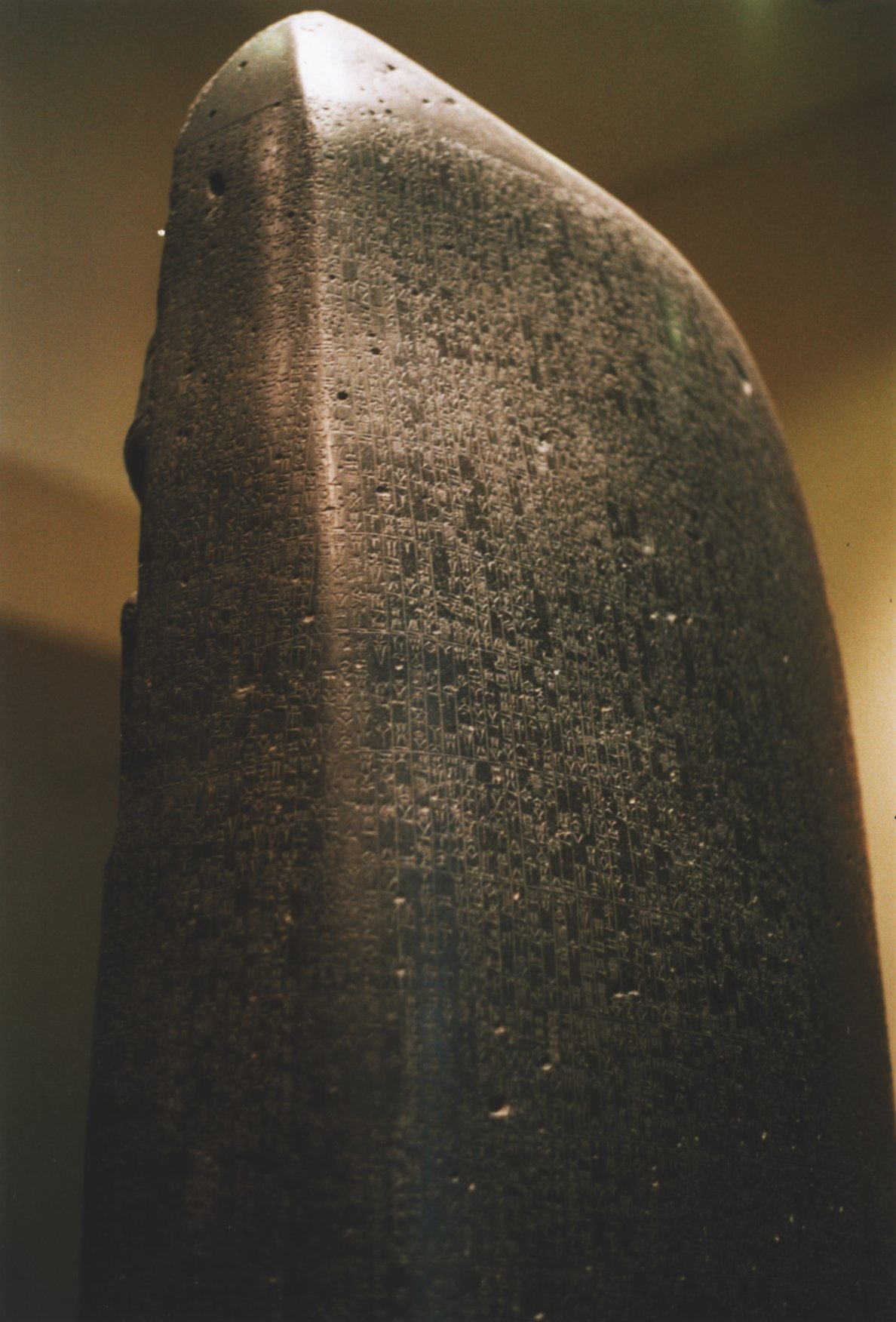
Der Codex Ḫammurapi im Louvre ist die bekannteste altorientalische Rechtssammlung

### Privatrechtliche Urkunden und Gerichtsprotokolle

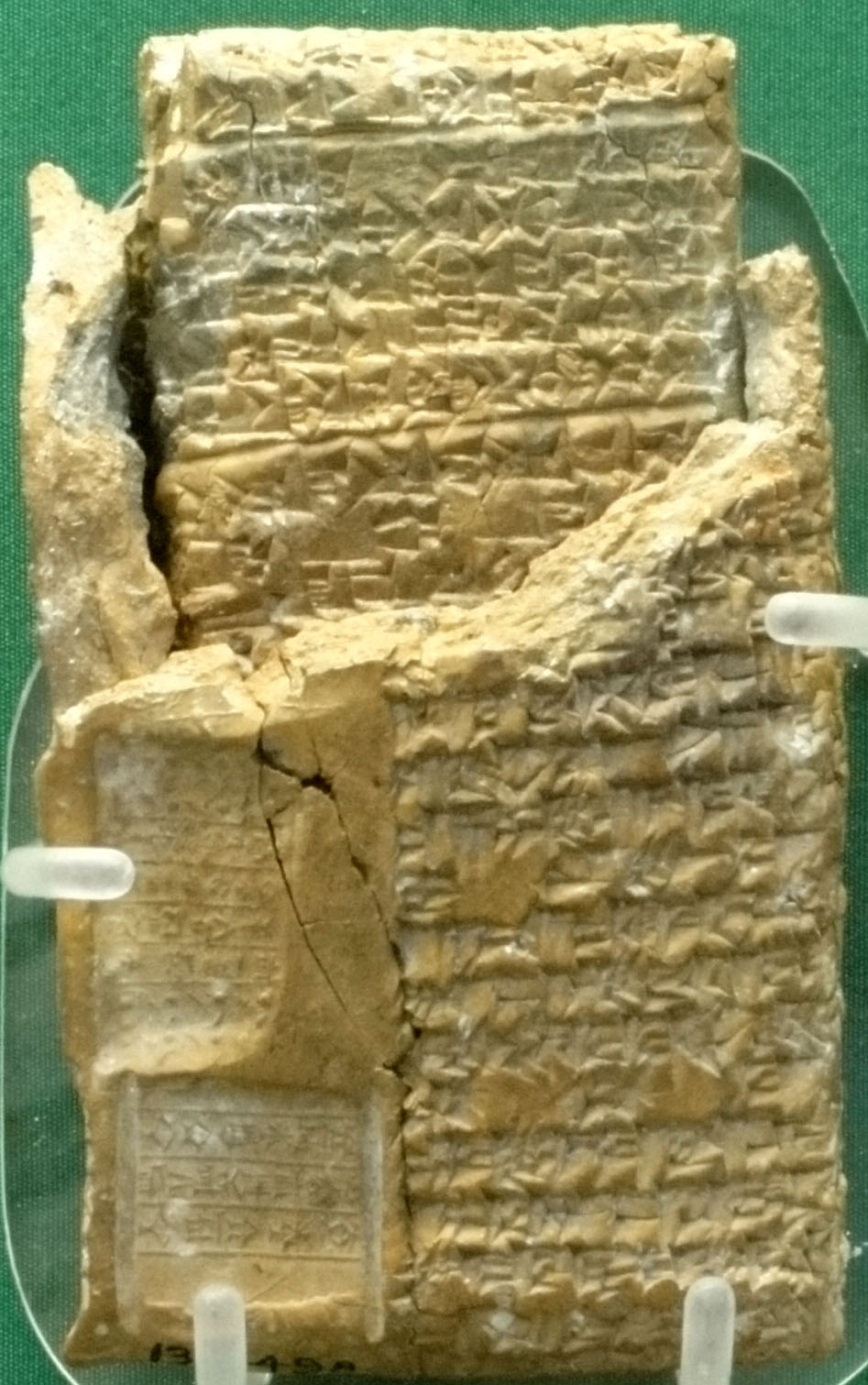
Rechtsurkunde in Tontafelhülle aus Aleppo

### Staatsverträge

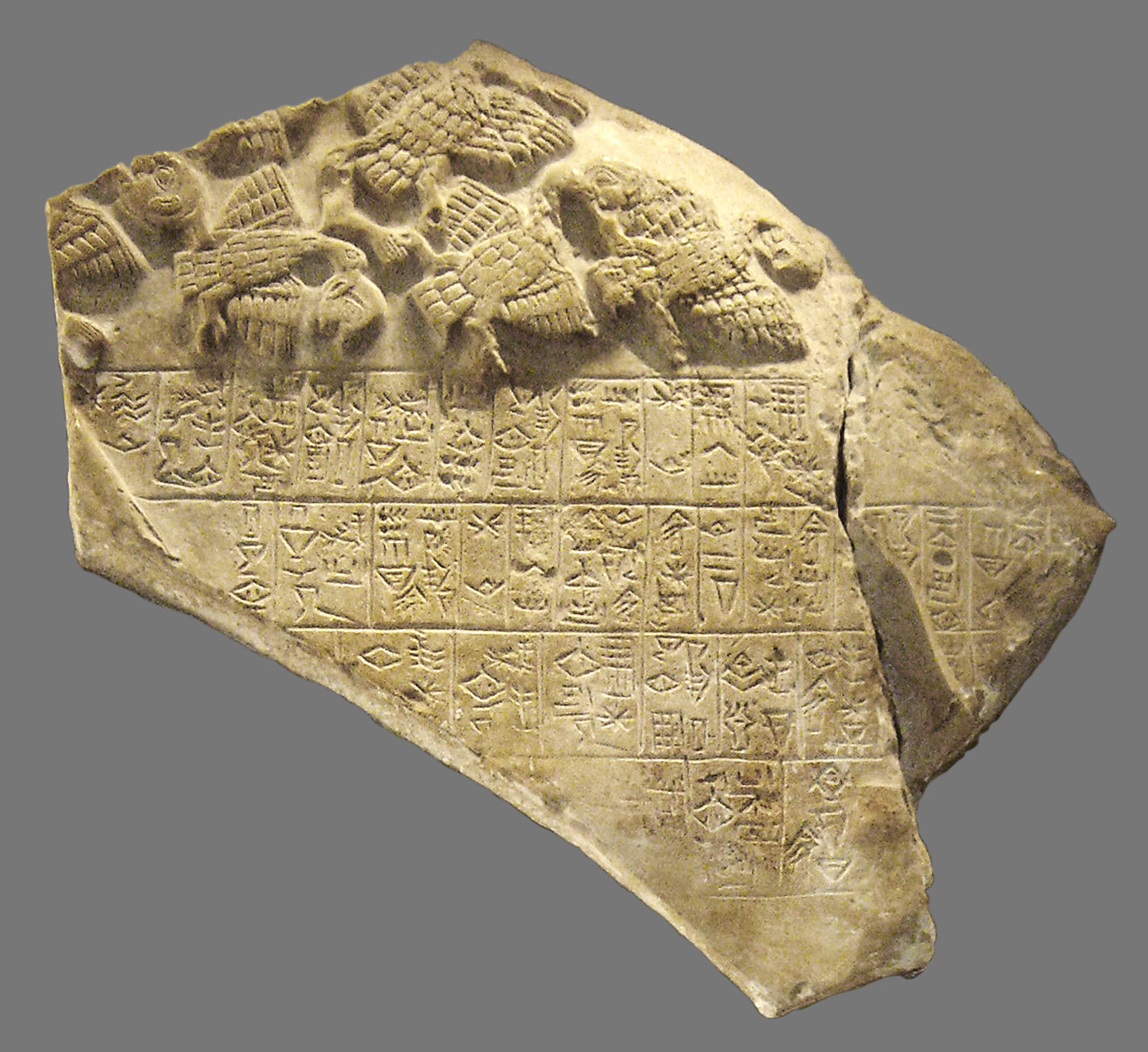
Fragment der Geierstele

### Indirekte Quellen

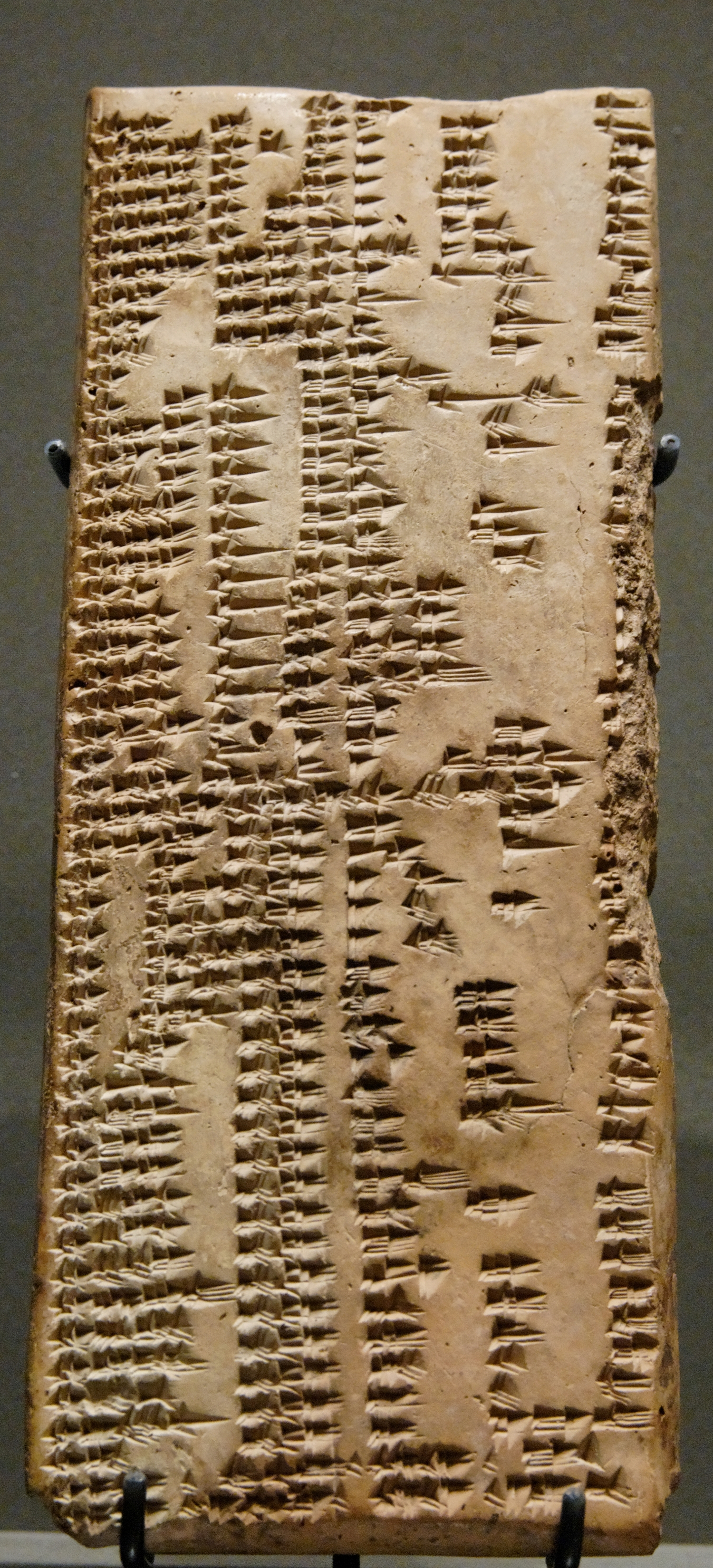
Beispiel einer lexikalischen Liste: 16. Tafel der Serie ḪAR.ra, Paris. Louvre.